# Кронбург
Кронбург (њем. Kronburg) општина је у њемачкој савезној држави Баварска. Једно је од 52 општинска средишта округа Унтералгој. Према процјени из 2010. у општини је живјело 1.782 становника. Посједује регионалну шифру (AGS) 9778161.

## Географски и демографски подаци
Кронбург се налази у савезној држави Баварска у округу Унтералгој. Општина се налази на надморској висини од 744 метра. Површина општине износи 20,3 km². У самом мјесту је, према процјени из 2010. године, живјело 1.782 становника. Просјечна густина становништва износи 88 становника/km².